# Hinojosa del Campo
Hinojosa del Campo ist ein Ort und eine nordspanische Gemeinde (municipio) mit nur noch 25 Einwohnern (Stand: 2024) in der Provinz Soria der Autonomen Gemeinschaft Kastilien-León. Die Kirchengemeinde gehört zum Bistum Osma-Soria.

## Lage und Klima
Hinojosa del Campo liegt ca. 45 km (Fahrtstrecke) östlich der Provinzhauptstadt Soria in einer mittleren Höhe von ca. 1035 m. Das Klima ist im Winter rau, im Sommer dagegen gemäßigt bis warm; Regen (ca. 555 mm/Jahr) fällt übers Jahr verteilt.

## Bevölkerungsentwicklung
| Jahr      | 1857 | 1900 | 1950 | 2000 | 2017 |
| Einwohner | 351  | 289  | 243  | 48   | 33   |

Infolge der zunehmenden Trockenheit, der Mechanisierung der Landwirtschaft und des daraus resultierenden geringeren Arbeitskräftebedarfs ist die Zahl der Einwohner seit der Mitte des 20. Jahrhunderts stark rückläufig; hinzu kommt die Aufgabe von zahlreichen bäuerlichen Kleinbetrieben.

## Wirtschaft
Die Gemeinde ist traditionell landwirtschaftlich orientiert (Getreide, Sonnenblumen); auch Viehzucht wird in geringem Umfang betrieben. Früher lebten die Menschen weitgehend als Selbstversorger; heute wird hauptsächlich für die städtischen Märkte produziert.

## Geschichte
Kelten, Römer und Westgoten hinterließen keine archäologisch verwertbaren Spuren. Im 8. Jahrhundert drangen die Mauren bis in die Region vor und wurden erst im 11. Jahrhundert zurückgedrängt (reconquista). Danach siedelten sich Christen aus dem Norden und Süden der Iberischen Halbinsel hier an (repoblación). Der Ortsname Finoiosa del Campo ist erstmals aus dem Jahr 1270 überliefert.

## Sehenswürdigkeiten
Die nahezu fensterlose Kirche Nuestra Señora de la Asunción ist ein Werk im 12./13. Jahrhunderts. Der ca. 18 m hohe Glockenturm (campanario) hat einen quadratischen Grundriss; sein unterer Teil wird noch in die maurisch-islamische Zeit datiert. Ungewöhnlich ist der in christlicher Zeit entstandene und im Grundriss apsidial geformte ca. 22 m hohe Wehrturm mit einem aufsitzenden Zinnenkranz. Auf der Südseite der Kirche befindet sich eine Renaissance-Vorhalle (galería porticada). Das gewölbte Kirchenschiff wurde im 18. Jahrhundert im Geschmack der Zeit neugestaltet und birgt mehrere Seitenaltäre (retablos) sowie einen romanischen Taufstein (pila bautismal) mit Blendarkaden- und Rankendekor. Mittelpunkt des barocken Hauptaltars ist eine Darstellung der Himmelfahrt Mariens (asunción).

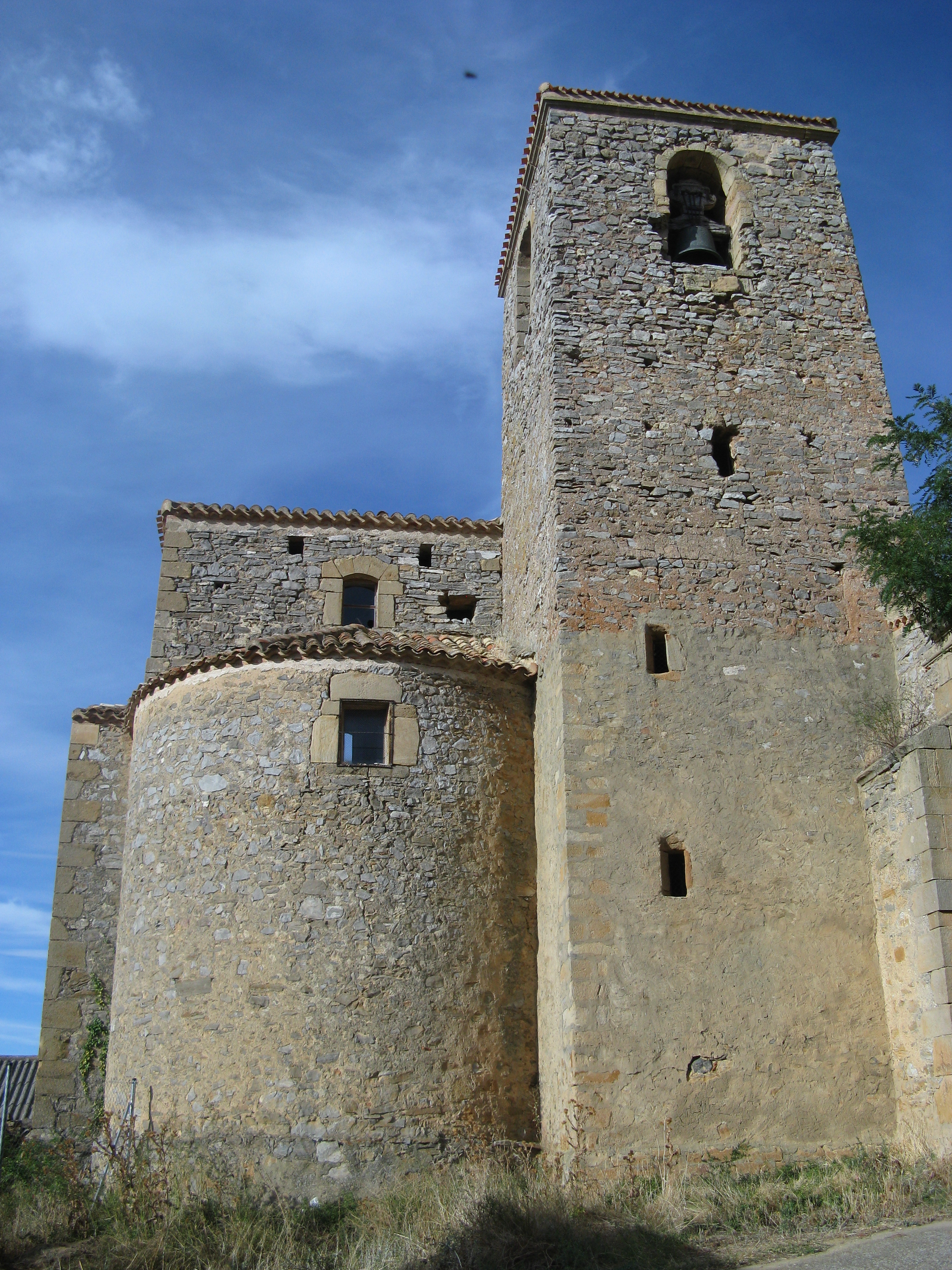
Turm
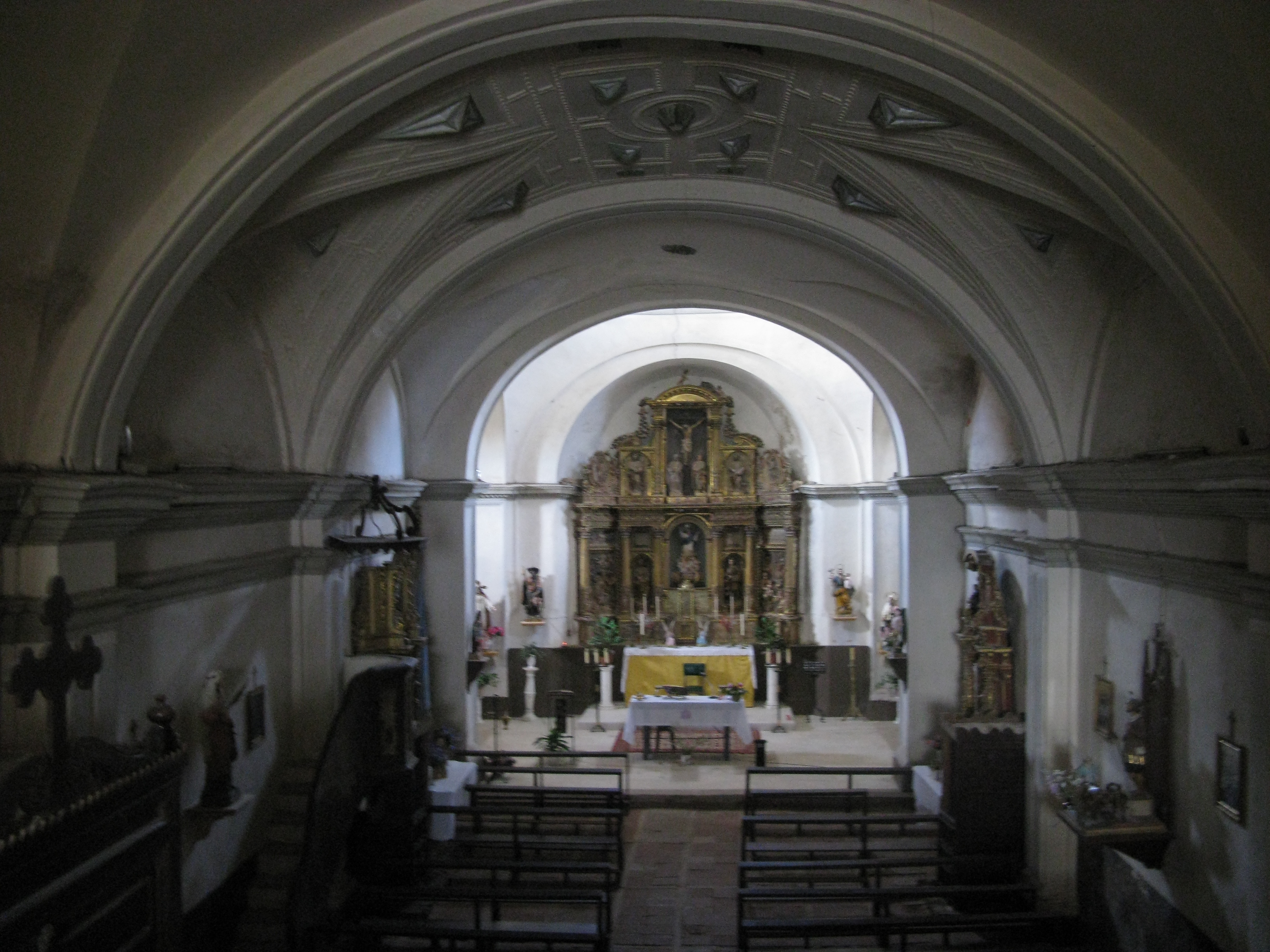
Kirchenschiff
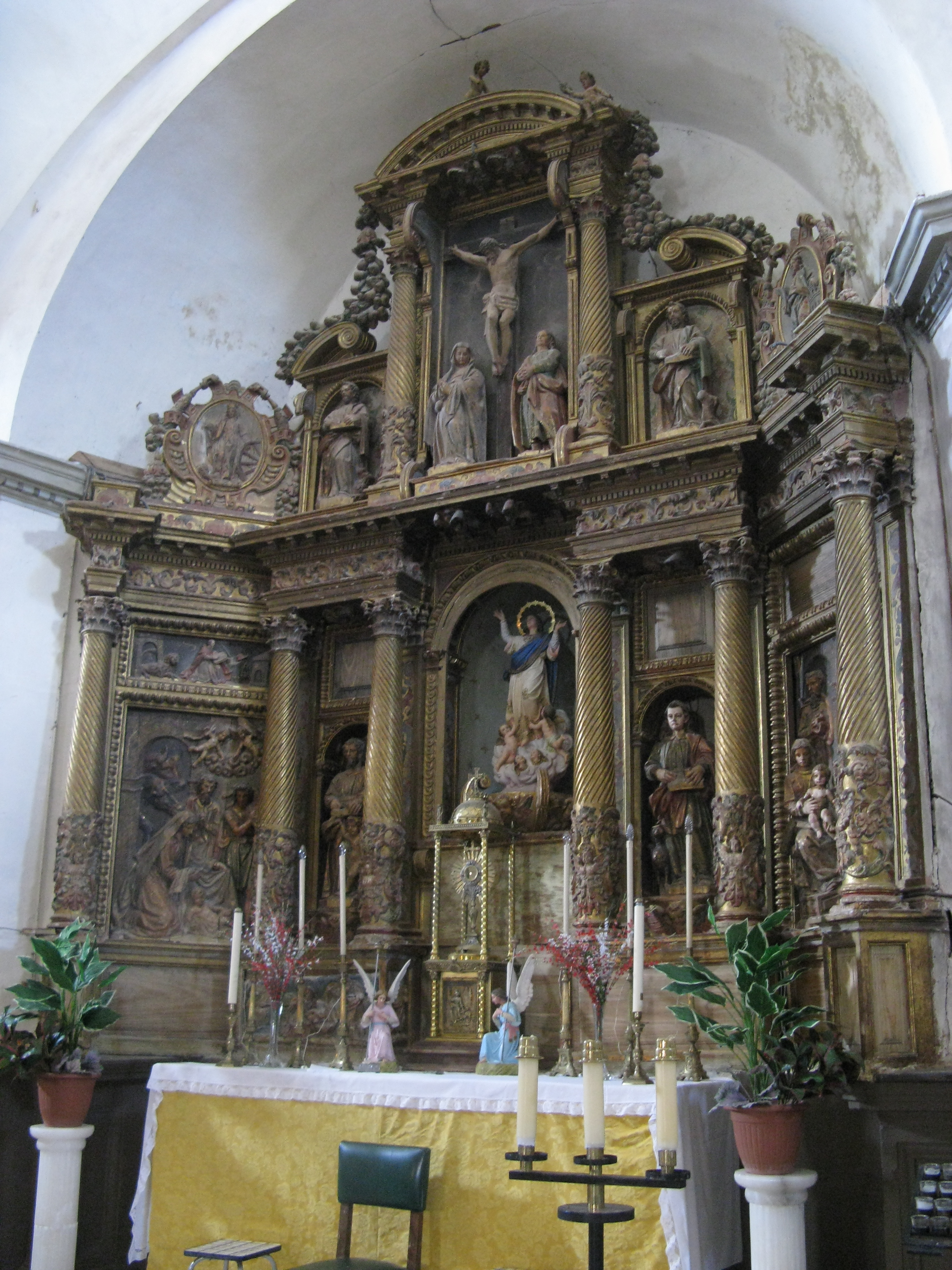
Altarretabel
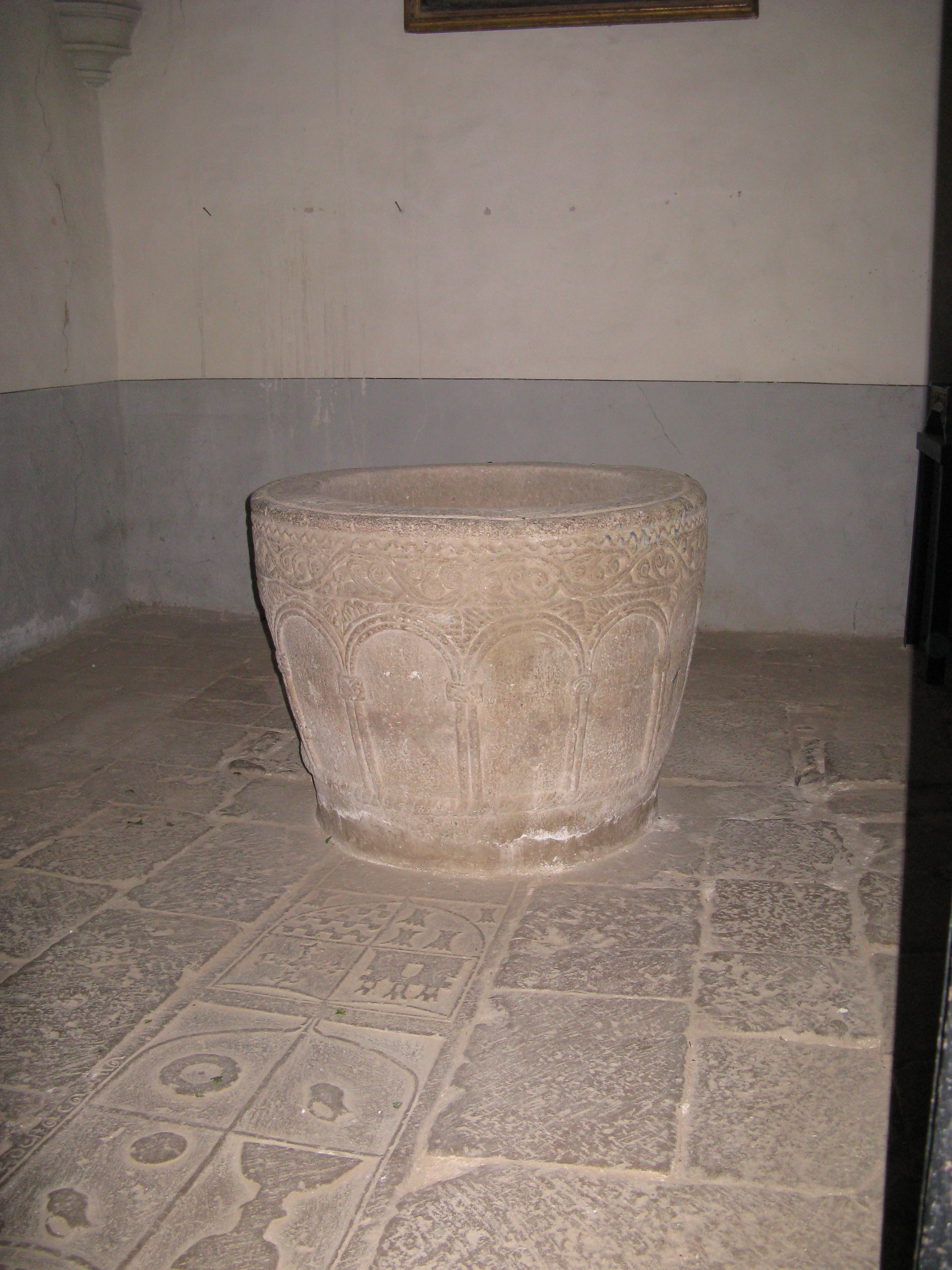
Taufstein